# Episodi di Guardia costiera (sedicesima stagione)
La sedicesima stagione della serie televisiva Guardia costiera è stata trasmessa in anteprima in Germania dalla ZDF tra il 2 gennaio 2013 e il 2 aprile 2014.
| nº | Titolo originale          | Titolo italiano            | Prima TV Germania | Prima TV Italia |
| -- | ------------------------- | -------------------------- | ----------------- | --------------- |
| 1  | Fehler im System          | Errori nel sistema         | 2 gennaio 2013    |                 |
| 2  | Explosive Geschäfte       | Negozi esplosivi           | 9 gennaio 2013    |                 |
| 3  | Miss Ostsee               | Miss mar Baltico           | 23 gennaio 2013   |                 |
| 4  | Herzfeuer                 | Passione                   | 30 gennaio 2013   |                 |
| 5  | Geschäfte mit dem Tod     | Affari con la morte        | 6 febbraio 2013   |                 |
| 6  | Dunkle Verschwörung       | Oscura cospirazione        | 13 febbraio 2013  |                 |
| 7  | Die Kapitänin             | Il capitano                | 20 febbraio 2013  |                 |
| 8  | Rache, kalt serviert      | La vendetta servita fredda | 27 febbraio 2013  |                 |
| 9  | Aus Mangel an Beweisen    | Presunto innocente         | 6 marzo 2013      |                 |
| 10 | Schicksalsspiel           | Schicksalsspiel            | 13 marzo 2013     |                 |
| 11 | Pias Albtraum             | L'incubo                   | 20 marzo 2013     |                 |
| 12 | Vergiftete Freundschaft   | Amicizia avvelenata        | 27 marzo 2013     |                 |
| 13 | Blutsbande                | Legami di sangue           | 3 aprile 2013     |                 |
| 14 | Die Hand des Teufels      | La mano del diavolo        | 11 dicembre 2013  |                 |
| 15 | Starkstrom                | Alta tensione              | 18 dicembre 2013  |                 |
| 16 | Teuflische List           | Astuzia diabolica          | 8 gennaio 2014    |                 |
| 17 | Ein schmutziges Spiel     | Gioco sporco               | 15 gennaio 2014   |                 |
| 18 | Die Pforte zum Jenseits   | La porta per l'aldilà      | 22 gennaio 2014   |                 |
| 19 | Wink des Schicksals       | Scherzo del destino        | 29 gennaio 2014   |                 |
| 20 | Täuschungsmanöver         | Finta avaria               | 5 febbraio 2014   |                 |
| 21 | Die letzte Prüfung        | L'ultimo esame             | 26 febbraio 2014  |                 |
| 22 | Ehlers große Entscheidung | La decisione di Ehlers     | 5 marzo 2014      |                 |
| 23 | Spielball der Wellen      | In balìa delle onde        | 12 marzo 2014     |                 |
| 24 | Riskanter Besuch          | Ospiti pericolosi          | 19 marzo 2014     |                 |
| 25 | Es war einmal             | C'era una volta            | 26 marzo 2014     |                 |
| 26 | Dame, König, Mord         | Regina, Re, Omicidio       | 2 aprile 2014     |                 |